# Bixafen
Le bixafen est un composé organique de la famille des pyrazole-carboxamides, autorisé comme fongicide. Il fait partie de la grande famille des SDHI, une sous-classe de pesticide. Il inhibe la respiration cellulaire mitochondriale et de ce fait n'est pas spécifique, il agit sur tout organisme possédant des mitochondries. Il se retrouve dans les formulations Xpro, nom donné à l’association bixafen et prothioconazole du groupe Bayer CropScience.

## Synthèse
Il s'agit d'un amide aromatique obtenu par condensation du groupe carboxy de l'acide 3-(difluorométhyl)-1-méthylpyrazole-4-carboxylique avec le groupe amino de la 3 ', 4'-dichloro-5-fluorobiphényl-2-amine. 

## Toxicité
Le bixafen, qui fait partie des inhibiteurs de la succinate déshydrogénase (SDHI) fongicides de nouvelle génération, agit en bloquant la succinate déshydrogénasene, une enzyme de la respiration cellulaire présente dans presque tous les organismes vivants. De plus il inhibe aussi le complexe III de la respiration cellulaire et induit un stress oxydant probablement à l'origine de la mort dans des cellules humaines .
Des études tendent à démontrer la toxicité des SDHI sur différentes espèces, telles les vers de terre, les pollinisateurs comme les abeilles, les poissons, les grenouilles ou encore l'être humain,,,,. Parmi les vertébrés, le poisson-zèbre représente un modèle employé dans les recherches en toxicologie et une étude de 2020 démontre que le bixafen provoque des microcéphalies et des anomalies de développement de ses motoneurones,. Ces études alimentent la demande de retrait des pesticides SDHI par des scientifiques qui dès 2018 ont lancé une alerte dans le journal Libération.

## Réglementation
L'approbation du principe actif par la Commission européenne est entrée en vigueur le 1er octobre 2013 mais une réglementation très spécifique est proposée depuis 2020.